# Carl Heinrich Wrangel

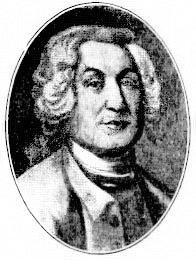
Carl Heinrich Wrangel

Carl Heinrich Wrangel, Freiherr zu Adinal (schwedisch Carl Henrik friherre Wrangel af Adinal; auch Wrangell; * 28. Januar 1681 in Hapsal; 23. März 1755 in Sperlingsholm) war ein schwedischer Feldmarschall.

## Leben

### Herkunft und Familie
Carl Heinrich war Angehöriger der schwedischen Linie der Freiherren Wrangel af Adinal des baltischen Adelsgeschlechts von Wrangel. Seine Eltern waren der schwedische Kapitän Reinhold Wrangel, Freiherr zu Adinal († 1686) und Anna Margaretha, geborene von Zoege († 1693).
Er vermählte sich 1718 in Moskau mit Märta Helena Gräfin Horn af Rantzien (1690–1777), einer Tochter des schwedischen Generals und Reichsrates Henning Rudolf Horn (1651–1730). Aus der Ehe sind drei Töchter und vier Söhne hervorgegangen, darunter der schwedische Gouverneur, General und Gesandte Georg Gustav von Wrangel (1728–1795).

### Werdegang
Wrangel trat im Alter von 15 Jahren in die schwedische Armee ein und nahm an mehreren Feldzügen Karls XII. teil. Währenddessen avancierte er zunächst zum Kapitän der Livgarde und später zum Oberstleutnant. In der Schlacht bei Poltawa geriet er in russische Kriegsgefangenschaft. Nach seiner Rückkehr stieg er 1722 zum Oberst und 1732 zum Generalmajor auf. Ebenfalls im Jahr 1732 wurde er für ca. ein Jahr Gouverneur der Provinz Ostbottnien. Die Ernennung  zum Reichsrat, welche ihm 1739 angetragen wurde, lehnte er ab, „um bei der Armee und dem Krieg zu bleiben“.
Bereits 1731 wurde er bei der Freiherrnklasse der schwedischen Ritterschaft (sup. Nr. 199) introduziert.
Bei Ausbruch des Russisch-Schwedischen Krieges führte er unter dem Oberbefehl von Henrik Magnus Buddenbrock ein ca. 4000 Mann zählendes Korps in Finnland. Er erhielt 1742 die Beförderung zum Generalleutnant und 1754 die zum Feldmarschall.
Er war Erbherr auf Landgütern Sontack, Urbs, Erwita in Estland sowie auf Sperlingsholm beim Halmstad, das er 1748 von George Bogislaus Staël von Holstein erworben hatte und auf Kymenegård in Finnland.
Wrangel wurde mit seiner Ehefrau in der Sankt-Nikolai-Kirche in Halmstad beigesetzt.